# Graphium agetes

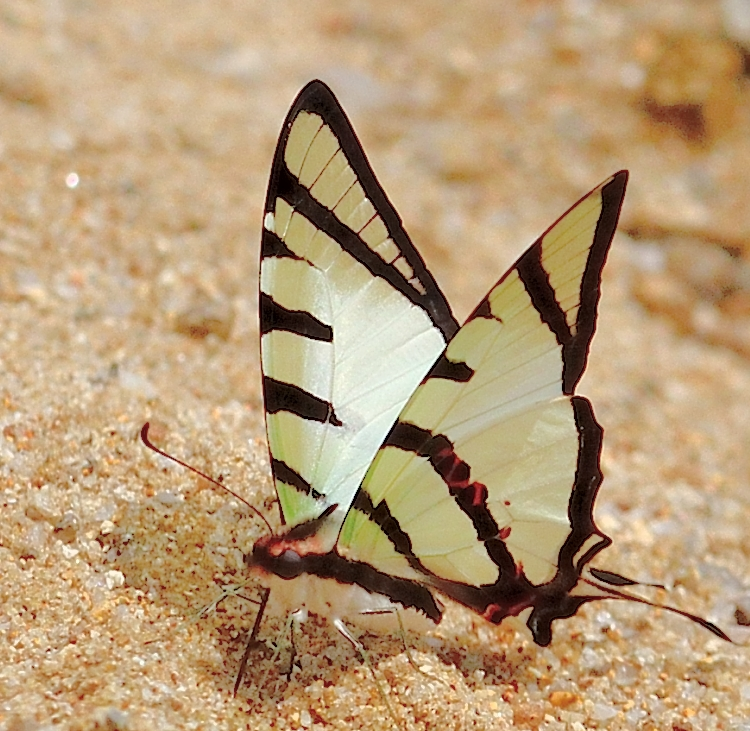
Graphium agetes in Malaysia

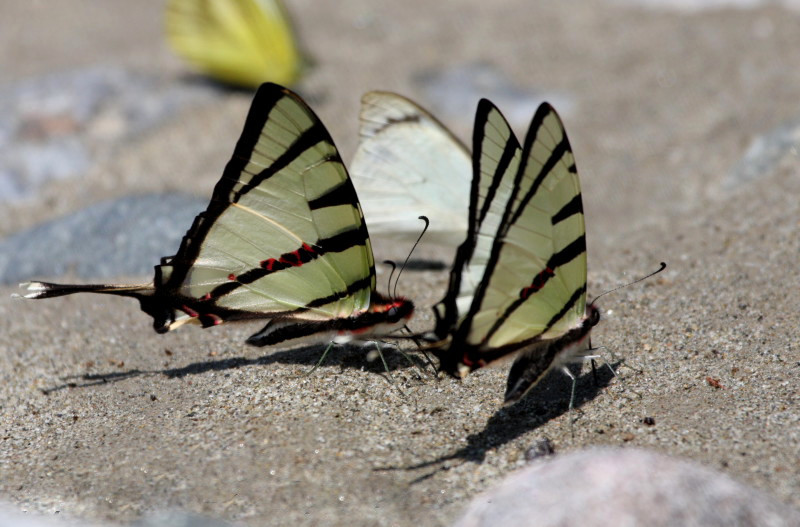
Am Boden saugende Falter

Graphium agetes ist ein in Asien vorkommender Schmetterling aus der Familie der Ritterfalter (Papilionidae) und der Unterfamilie der Schwalbenschwänze (Papilioninae).

## Merkmale

### Falter
Die Flügelspannweite der Falter beträgt 75 bis 90 Millimeter. Zwischen den Geschlechtern besteht kein Sexualdimorphismus. Beide Geschlechter weisen die gleichen Zeichnungselemente auf. Vom Vorderrand verlaufen auf der Vorderflügeloberseite vier schwarze Streifen bis zur Medianader oder knapp darüber hinaus. Im englischen Sprachgebrauch wird die Art deshalb als Four-bar Swordtail (Vierstrich-Schwertschwanz) bezeichnet. Ein weiterer, längerer schwarzer Streifen verläuft entlang der Submarginalregion und trifft schräg auf den Außenrand. Der Saum ist ebenfalls schwarz gefärbt. Am dunkelgrau gefärbten und mit einem roten Fleck versehenen Analwinkel der Hinterflügel befinden sich lange schwarze Schwanzfortsätze. Die Zeichnung der Unterseite ähnelt der Oberseite. Die beiden inneren schwarzen Streifen sind jedoch deutlich länger und erreichen den Innenrand.

### Ähnliche Arten
Die Falter der ähnlichen Art Graphium antiphates unterscheiden sich dadurch, dass auf der Vorderflügeloberseite fünf schwarze Streifen verlaufen, weshalb sie im englischen Sprachgebrauch als Fife-bar Swordtail (Fünfstrich-Schwertschwanz) bezeichnet werden.

## Verbreitung und Lebensraum
Das Verbreitungsgebiet der Art umfasst Indien, Thailand, Laos, Malaysia, Indonesien sowie den Südosten Chinas. In den verschiedenen Vorkommensgebieten sind derzeit fünf Unterarten bekannt.
Graphium agetes besiedelt in erster Linie immergrüne Laubwälder sowie Flussufer.

## Lebensweise
Die Falter fliegen schwerpunktmäßig in den Monaten Januar bis April. Während die Weibchen zur Nektaraufnahme Blüten besuchen, saugen die Männchen, zuweilen in Anzahl, am Boden an feuchten Erdstellen, um Flüssigkeiten sowie Mineralstoffe aufzunehmen. Details zur Lebensweise der Art müssen noch erforscht werden.